# Melleroy
Melleroy és un municipi francès, situat al departament del Loiret i a la regió de Centre – Vall del Loira. L'any 2007 tenia 518 habitants.

## Demografia

### Població
El 2007 la població de fet de Melleroy era de 518 persones. Hi havia 220 famílies, de les quals 68 eren unipersonals (28 homes vivint sols i 40 dones vivint soles), 88 parelles sense fills, 60 parelles amb fills i 4 famílies monoparentals amb fills.
La població ha evolucionat segons el següent gràfic:
Habitants censats

### Habitatges
El 2007 hi havia 315 habitatges, 221 eren l'habitatge principal de la família, 62 eren segones residències i 32 estaven desocupats. 312 eren cases i 3 eren apartaments. Dels 221 habitatges principals, 167 estaven ocupats pels seus propietaris, 47 estaven llogats i ocupats pels llogaters i 7 estaven cedits a títol gratuït; 8 tenien dues cambres, 49 en tenien tres, 58 en tenien quatre i 107 en tenien cinc o més. 172 habitatges disposaven pel capbaix d'una plaça de pàrquing. A 86 habitatges hi havia un automòbil i a 112 n'hi havia dos o més.

### Piràmide de població
La piràmide de població per edats i sexe el 2009 era:
| Homes | Edats   | Dones |
| ----- | ------- | ----- |
| 0     | 95 o +  | 0     |
| 0     | 90 a 94 | 0     |
| 0     | 85 a 89 | 4     |
| 0     | 80 a 84 | 4     |
| 16    | 75 a 79 | 4     |
| 8     | 70 a 74 | 36    |
| 16    | 65 a 69 | 8     |
| 20    | 60 a 64 | 12    |
| 8     | 55 a 59 | 12    |
| 12    | 50 a 54 | 16    |
| 28    | 45 a 49 | 12    |
| 28    | 40 a 44 | 32    |
| 24    | 35 a 39 | 16    |
| 8     | 30 a 34 | 12    |
| 16    | 25 a 29 | 12    |
| 12    | 20 a 24 | 4     |
| 28    | 15 a 19 | 24    |
| 16    | 10 a 14 | 24    |
| 8     | 5 a 9   | 8     |
| 12    | 0 a 4   | 20    |

## Economia
El 2007 la població en edat de treballar era de 320 persones, 232 eren actives i 88 eren inactives. De les 232 persones actives 210 estaven ocupades (116 homes i 94 dones) i 22 estaven aturades (13 homes i 9 dones). De les 88 persones inactives 38 estaven jubilades, 19 estaven estudiant i 31 estaven classificades com a «altres inactius».

### Ingressos
El 2009 a Melleroy hi havia 224 unitats fiscals que integraven 513 persones, la mediana anual d'ingressos fiscals per persona era de 18.067 €.

### Activitats econòmiques
Dels 16 establiments que hi havia el 2007, 1 era d'una empresa alimentària, 2 d'empreses de fabricació d'altres productes industrials, 4 d'empreses de construcció, 2 d'empreses de comerç i reparació d'automòbils, 1 d'una empresa de transport, 2 d'empreses de serveis, 1 d'una entitat de l'administració pública i 3 d'empreses classificades com a «altres activitats de serveis».
Dels 4 establiments de servei als particulars que hi havia el 2009, 1 era un paleta, 1 fusteria i 2 lampisteries.
L'únic establiment comercial que hi havia el 2009 era una fleca.
L'any 2000 a Melleroy hi havia 22 explotacions agrícoles que ocupaven un total de 2.544 hectàrees.

## Equipaments sanitaris i escolars
El 2009 hi havia una escola elemental integrada dins d'un grup escolar amb les comunes properes formant una escola dispersa.

## Poblacions més properes
El següent diagrama mostra les poblacions més properes.